# Горнорудная промышленность
Горнорудная промышленность — комплекс отраслей горнодобывающей промышленности, занимающихся добычей и обогащением различных видов рудного сырья:
- Железных руд
- Марганцевых руд
- Хромовых руд
- Титановых руд
- Руд цветных металлов (см. Цветные металлы)
- Руд редкоземельных металлов (см. Редкоземельные элементы)

и т. д.
Обогащение включает процессы отделения полезных компонентов от пустой породы, разделения различных полезных компонентов при комплексном характере разрабатываемого месторождения, гидрометаллургическую и химическую переработки руд, в результате которых получаются концентраты, идущие в плавку, и отвалы.